# USS ARD-17
L'USS ARD-17, était un quai de réparation auxiliaire de classe ARD-12 de 5 200 tonnes, un type de cale sèche flottante auxiliaire de l'US Navy utilisée pendant la Seconde guerre mondiale, la guerre de Corée, la guerre du Vietnam et la guerre du Golfe. Il a été ensuite vendu à l'Équateur en prenant le nom de Amazonas (DF-81) ,

## Historique
Construite par la Pacific Bridge Company (en) à Alameda en Californie, la cale sèche de réparation auxiliaire à coque en acier ARD-17 a été livrée en 1944.
En juillet et août 1944, ARD-17 a joué un rôle de soutien dans la libération de Guam.
Fin septembre 1944, l'USS Zuni (ATF-95) (en) a remorqué l'ARD-17 de Guam à Palaos. Le 30 novembre 1944, l'ARD-17 a été endommagé par un quasi-accident d'un bombardier japonais alors qu'il était ancré à Kossol Roads.
En février 1945, l'ARD-17 et le navire jumeau ARD-16 étaient au golfe de Leyte pour entretenir des navires revenant de la bataille d'Iwo Jima et se préparant pour la bataille d'Okinawa.
Après la guerre, ARD-17 a finalement été renvoyée aux États-Unis et, pendant un certain temps, a été désarmée dans le cadre de la flotte de réserve de l'Atlantique au chantier naval de Boston dans le Massachusetts.[2]
Le 1er décembre 1977, l'ARD-17 a été rayé du Naval Vessel Register] et vendu le même jour à l'Équateur dans le cadre du programme d'assistance à la sécurité[2]. Renommée Amazonas (DF-81), son sort actuel est inconnu.

## Décoration
- American Campaign Medal
- Asiatic-Pacific Campaign Medal
- World War II Victory Medal

### Liens connexes
- Liste des navires auxiliaires de l'United States Navy
- Théâtre du Pacifique de la Seconde Guerre mondiale
- USS ARD-9